# Szathmáry Árpád (színművész, 1870–1914)
Ifjabb jobbatelki Szathmáry Árpád (Miskolc, 1870. december 26. – Szeged, 1914. március 24.) színész, rendező.

## Életútja
Id. Szathmáry Árpád színész és Patika Hermina fiaként született. 1871. január 23-án keresztelték Miskolcon.
Már gyermekkorában színpadra lépett édesapja állomáshelyein, 1883-ban Szegeden a Sárga csikó Pista szerepében láthatta először a közönség. Ezután az Országos Színészeti Tanoda hallgatója volt, majd 1892-ben került Rakodczay Pál társulatához. 1889-től szerelmeseket alakított, aztán komikusi szerepekben is feltűnt. Nagy Endre kabaréjában is szerepelt, majd a századfordulótól rendezéssel is foglalkozott. 1914 februárjában érte el 25 éves jubileumát. Egy hónappal később hunyt el agyszélhűdés következtében.
Első felesége Schuster Mari (Loskovec, 1874 – Szabadka, 1910. november 4.) volt, akivel elsőrendű vidéki társulatokban léptek fel. 1891. szeptember 2-án kezdte pályáját Somogyi Károlynál, majd 1898-99-ben Miskolcon játszott.
Második felesége Takács Piroska, akivel 1913. május 29-én Szegeden kötött házasságot.

## Fontosabb szerepei
- Polonius (Shakespeare: Hamlet)
- Vackor (Shakespeare: Szentivánéji álom)
- Kent (Shakespeare: Lear)
- Agamemnon (Offenbach)
- Alcindor (Puccini: Bohémélet)
- Zsupán (Strauss: Cigánybáró)
- Mercur (Offenbach: Orpheus a pokolban)
- Xantos (Rákosi: Aesopus)
- De Muret gróf (Kistemaekers: A kém)

## Működési adatai
1892–93: Rakodczay Pál; 1893–94: Halmay Imre; 1894–95: Bessenyei Miklós; 1895–96: Bokody Antal; 1896–98: Halmay Imre; 1898–99: Tiszay Dezső; 1899–1902: Debrecen; 1902–05: Somogyi Károly; 1905–08: Szendrey; 1908–09: Nagy Endre; 1909–11: Krémer Sándor; 1911-től Szeged.